# Aprostocetus microcosmus
Aprostocetus microcosmus är en stekelart som först beskrevs av Girault 1917.  Aprostocetus microcosmus ingår i släktet Aprostocetus och familjen finglanssteklar. Inga underarter finns listade i Catalogue of Life.